# Max Frisch-Preis der Stadt Zürich
Der Max Frisch-Preis der Stadt Zürich ist ein von der Stadt Zürich im Gedenken an Max Frisch vergebener Literaturpreis. Mit dem Preis sollen Autoren ausgezeichnet werden, deren Arbeit in künstlerisch kompromissloser Form Grundfragen der demokratischen Gesellschaft thematisiert. Der Preis wurde 1996 geschaffen und erstmals 1998 vergeben. Er wird alle vier Jahre an Schriftsteller im deutschsprachigen Raum verliehen und ist mit insgesamt 50.000 Franken (Stand 2018) dotiert. Bestimmt werden die Preisträger vom Stiftungsrat der Max Frisch-Stiftung. Seit 2018 wird neben einem mit 40.000 Franken dotierten Hauptpreis auch ein Förderpreis vergeben, der mit 10.000 Franken Preisgeld ausgestattet ist, „um auch Schriftsteller der jüngeren Generation unterstützen zu können“.

## Preisträger
- 1998: Tankred Dorst
- 2002: Jörg Steiner
- 2006: Ralf Rothmann
- 2011: Barbara Honigmann
- 2014: Robert Menasse
- 2018: Maja Haderlap; Förderpreis Dorothee Elmiger[2]
- 2022: Jonas Lüscher; Förderpreis Enis Maci[3]